# Паксэккок
Паксэккок? (иер. 白石角, ютпх. baak6sek6gok3), также Пак-Шек-Кок (англ. Pak Shek Kok) — жилой и научно-исследовательский район в округе Тайпоу в Гонконге. Расположен между районами Малиусёй и Тайпоукау, на берегу залива Tolo Harbour. Почти вся прибрежная территория отвоёвана у залива благодаря масштабным насыпным работам и изменению эстуария местных ручьёв. 
Главным общественным пространством района является озеленённая набережная (Pak Shek Kok Promenade). В глубине района расположен парк Гранд-Плаза с искусственным озером. 

## Транспорт
Через территорию района проходят Коулун-Кантонская железная дорога и автомагистраль Tolo Highway, которая связывает округа Сатхинь и Тайпоу.

## Наука и образование
В районе расположен Гонконгский научный парк. В его состав входят Гонконгский институт биотехнологий, Гонконгский исследовательский институт прикладных наук и технологий, Морская научная лаборатория, Центр беспроводных технологий, кампус Китайского университета Гонконга, научные центры компаний TDK и GP Electronics.

## Галерея
- Шоссе Толо в Паксэккок
- Паксэккок в 2016
- Одна из улиц
- Паксэккок в 2018
- Двор жилого комплекса

### Жилые комплексы
- The Horizon
- Solaria
- St Martin
- ONTOLO